# Hanns Martin Schleyer
Hanns Martin Schleyer (født 1. maj 1915 i Offenburg, Tyskland, død 18. oktober 1977 et ukendt sted i Nordfrankrig) var en tysk nazist, SS-officer, og senere leder af den vesttyske arbejdsgiverforening. Schleyer arbejdede bl.a. sammen med chefen for RSHA og den nazistiske Sicherheitsdienst (SD), SS-obergruppenführer Reinhard Heydrich. Hanns Martin Schleyer blev efter 2. verdenskrig direktør for det tysk-amerikanske bilselskab Daimler-Benz. I 1977 blev Schleyer bortført, og senere myrdet, af Rote Armee Fraktion.